# Батие (Буркина-Фасо)
Ба́тие (фр. Batié) — малый город в Буркина-Фасо. Административный центр провинции Нумбиель в Юго-Западной области.